# Karl Wagner (Politiker, 1828)
Karl Joseph Wagner (* 23. Juli 1828 in Oestrich im Rheingau; † 15. Mai 1880 ebenda) war ein deutscher Gutsbesitzer und Mitglied des Preußischen Abgeordnetenhauses sowie der Zweiten Kammer der Landstände des Herzogtums Nassau.

## Leben
Karl Wagner wurde als Sohn des Oestricher Gutsbesitzers Johann Caspar Wagner (1786–1868) und dessen Ehefrau Catharina Heimes (1798–1872) geboren. 
Nach dem Besuch der Gymnasien in Mainz und Darmstadt übernahm er den elterlichen Gutsbesitz in Mittelheim, Stadtteil Oestrich. 1865 erhielt er als Mitglied der Nassauischen Fortschrittspartei für den Wahlkreis XIX Eltville ein Mandat für die Zweite Kammer der Landstände des Herzogtums Nassau bzw. im Jahre 1867 ein Mandat im Preußischen Abgeordnetenhaus. Dort war er als Mitglied der Nationalliberalen Partei in dem Parlament, aus dem er bereits am 16. Dezember 1867 ausschied.